# Benjamin Strong
 (août 2022).
Si vous disposez d'ouvrages ou d'articles de référence ou si vous connaissez des sites web de qualité traitant du thème abordé ici, merci de compléter l'article en donnant les références utiles à sa vérifiabilité et en les liant à la section « Notes et références ».
Benjamin Strong, Jr., né le 22 décembre 1872 et décédé le 16 octobre 1928, est un banquier américain.

## Biographie
Il fut gouverneur de la Federal Reserve Bank of New York durant 14 ans, de 1914 à sa mort. Il exerça une grande influence sur le Federal Reserve System.